# Isländischer Fußballpokal der Männer 1987
Der isländische Fußballpokal 1987 war die 28. Austragung des isländischen Pokalwettbewerbs der Männer. Pokalsieger wurde Fram Reykjavík. Der letztjährige Finalist setzte sich im Finale am 30. August 1987 im Laugardalsvöllur von Reykjavík gegen Víðir Garði durch. Fram qualifizierte sich damit für den Europapokal der Pokalsieger.

## Modus
Die Begegnungen wurden in einem Spiel ausgetragen. In den ersten drei Runden nahmen Vereine ab der zweiten Liga abwärts teil. Die Mannschaften aus der ersten Liga starteten im Achtelfinale. Bei unentschiedenem Ausgang wurde das Spiel zunächst verlängert und gegebenenfalls durch Elfmeterschießen entschieden.

## 1. Runde
| Datum      |                      | Ergebnis              |                       |
| ---------- | -------------------- | --------------------- | --------------------- |
| 27.05.1987 | Augnablik Kópavogur  | 3:1                   | Hafnir Keflavík       |
| 27.05.1987 | UMF Njarðvík         | 0:0 n. V. (6:7 i. E.) | UMF Afturelding       |
| 27.05.1987 | þróttur Norðfjörður  | 4:1                   | Hrafnkell Freysgoði   |
| 27.05.1987 | Valur Reyðarfjörður  | 1:4                   | Höttur Egilsstaðir    |
| 27.05.1987 | UMF Tindastóll       | 1:3                   | KS Siglufjarðar       |
| 27.05.1987 | Leiftur Ólafsfjörður | 10:00                 | UMF Neisti Hofsós     |
| 27.05.1987 | UMF Skallagrímur     | 3:2                   | Snæfell Stykkishólmur |
| 27.05.1987 | Huginn Seyðisfjörður | 2:1                   | Austri Eskifjörður    |
| 27.05.1987 | Leiknir Reykjavík    | 11:00                 | Léttir Reykjavík      |
| 27.05.1987 | Ármann Reykjavík     | 1:3                   | Vikverji Reykjavík    |
| 27.05.1987 | Reynir Sandgerði     | 5:1                   | Árvakur Reykjavík     |
| 27.05.1987 | Hamar Hveragerði     | 1:2                   | ÍF Grótta             |
| 27.05.1987 | ÍR Reykjavik         | 4:1                   | IK Kópavogur          |
| 28.05.1987 | þróttur Reykjavík    | 3:1                   | Breiðablik Kópavogur  |
| 28.05.1987 | Víkingur Reykjavík   | 2:0                   | Haukar Hafnarfjörður  |

## 2. Runde
| Datum      |                      | Ergebnis |                      |
| ---------- | -------------------- | -------- | -------------------- |
| 10.06.1987 | Augnablik Kópavogur  | 1:2      | UMF Stjarnan         |
| 10.06.1987 | ÍBV Vestmannaeyja    | 2:1      | Fylkir Reykjavík     |
| 10.06.1987 | Víkingur Reykjavík   | 3:1      | þróttur Reykjavík    |
| 10.06.1987 | Höttur Egilsstaðir   | 1:3      | UMF Einherji         |
| 10.06.1987 | KS Siglufjarðar      | 7:0      | UMFS Dalvík          |
| 10.06.1987 | þróttur Norðfjörður  | 5:0      | Huginn Seyðisfjörður |
| 10.06.1987 | ÍR Reykjavik         | 1:0      | Skotfélag Reykjavík  |
| 10.06.1987 | Leiftur Ólafsfjörður | 1:0      | Magni Grenivík       |
| 10.06.1987 | UMF Selfoss          | 5:0      | UMF Skallagrímur     |
| 10.06.1987 | Leiknir Reykjavík    | 3:2      | UMF Afturelding      |
| 10.06.1987 | ÍF Grótta            | 1:2      | Reynir Sandgerði     |
| 11.06.1987 | Vikverji Reykjavík   | 1:2      | UMF Grindavík        |

## 3. Runde
| Datum      |                      | Ergebnis              |                    |
| ---------- | -------------------- | --------------------- | ------------------ |
| 01.07.1987 | þróttur Norðfjörður  | 2:1                   | UMF Einherji       |
| 01.07.1987 | ÍR Reykjavik         | 3:2                   | Víkingur Reykjavík |
| 01.07.1987 | UMF Grindavík        | 2:0                   | UMF Selfoss        |
| 01.07.1987 | Leiftur Ólafsfjörður | 0:0 n. V. (5:4 i. E.) | KS Siglufjarðar    |
| 01.07.1987 | Leiknir Reykjavík    | 2:4                   | ÍBV Vestmannaeyja  |
| 01.07.1987 | Reynir Sandgerði     | 3:2                   | UMF Stjarnan       |

## Achtelfinale
Teilnehmer: Die sechs Sieger der 3. Runde und die zehn Teams der 1. deild 1987.
| Datum      |                     | Ergebnis              |                      |
| ---------- | ------------------- | --------------------- | -------------------- |
| 08.07.1987 | ÍA Akranes          | 1:2                   | ÍB Keflavík          |
| 08.07.1987 | KA Akureyri         | 1:1 n. V. (4:5 i. E.) | þór Akureyri         |
| 08.07.1987 | ÍBV Vestmannaeyja   | 1:1 n. V. (4:5 i. E.) | KR Reykjavík         |
| 08.07.1987 | Reynir Sandgerði    | 3:4                   | Leiftur Ólafsfjörður |
| 08.07.1987 | þróttur Norðfjörður | 0:2 n. V.             | Víðir Garði          |
| 08.07.1987 | ÍR Reykjavik        | 0:6                   | Fram Reykjavík       |
| 09.07.1987 | FH Hafnarfjörður    | 1:2                   | Völsungur Húsavík    |
| 09.07.1987 | UMF Grindavík       | 1:2                   | Valur Reykjavík      |

## Viertelfinale
| Datum      |                      | Ergebnis              |                   |
| ---------- | -------------------- | --------------------- | ----------------- |
| 22.07.1987 | þór Akureyri         | 0:0 n. V. (4:3 i. E.) | ÍB Keflavík       |
| 22.07.1987 | Leiftur Ólafsfjörður | 1:3                   | Fram Reykjavík    |
| 22.07.1987 | Víðir Garði          | 2:0                   | KR Reykjavík      |
| 22.07.1987 | Valur Reykjavík      | 0:0 n. V. (4:3 i. E.) | Völsungur Húsavík |

## Halbfinale
| Datum      |                | Ergebnis |                 |
| ---------- | -------------- | -------- | --------------- |
| 12.08.1987 | Fram Reykjavík | 3:1      | þór Akureyri    |
| 12.08.1987 | Víðir Garði    | 1:0      | Valur Reykjavík |

## Finale
| Paarung        | Fram Reykjavík – Víðir Garði |
| Ergebnis       | 5:0 (3:0) |
| Datum          | 30. August 1987 |
| Stadion        | Laugardalsvöllur, Reykjavík |
| Zuschauer      | 3.784 |
| Schiedsrichter | Guðmundur Haraldsson |
| Tore           | 1:0 Guðmundur Steinsson (17.) 2:0 Ragnar Margeirsson (22.) 3:0 Guðmundur Steinsson (26.) 4:0 Vidar þorkelsson (49.) 5:0 Ormarr Orlygsson (52.)                                                                                         |
| Fram Reykjavík | Fridrik Fridriksson, Jon Sveinsson, þorsteinn þorsteinsson, Viðar þorkelsson, Ormarr Orlygsson, Kristinn R. Jonsson, Pétur ArnÞorsson, Pétur Ormslev, Kristjan Jonsson, Guðmundur Steinsson (Arnljotur Davidsson), Ragnar Margeirsson. |
| Víðir Garði    | Jon Orvar Arason, Olafur Robertsson (Svanur þorsteinsson), Klemens Sæmundsson, Vilhjalmur Einarsson, Daniel Einarsson, Sævar Leifsson, Gísli Eyjólfsson, Bjorn Vilhelmsson, Guðjón Guðmundsson, Vilberg þorvaldsson, Gretar Einarsson. |